# Ozarba bascura
Ozarba bascura är en fjärilsart som beskrevs av Dyar 1914. Ozarba bascura ingår i släktet Ozarba och familjen nattflyn. Inga underarter finns listade i Catalogue of Life.